# Kashiwase Satoru
Satoru Kashiwase (sinh ngày 1 tháng 6 năm 1993) là một cầu thủ bóng đá người Nhật Bản.

## Sự nghiệp câu lạc bộ
Satoru Kashiwase đã từng chơi cho Shimizu S-Pulse, New York Cosmos và Wuppertaler SV.